# Ľudo Zúbek
Ľudo Zúbek all'anagrafe Ľudoviť Zúbek (Malacky, 12 luglio 1907 – Bratislava, 23 giugno 1969) è stato uno scrittore, traduttore e traduttore slovacco.

## Biografia
Ľudo Zúbek nacque nella famiglia del muratore Ján Zúbek e di sua moglie Terézia, nata Ivanová, primogenito di nove figli: Jozef, Ružena, Matilda, Mária, Ernest, Valéria, Karol e Viktor. Frequentò nella cittadina natia le scuole elementari e cittadini, quindi frequentò l'istituto commerciale di Bratislava, conseguendo la maturità nel 1925. Fu impiegato di banca a Bratislava, Malacky, Skalica, Zohor, Hlohovec e Piešťany. Dal 1932 al 1946 lavorò alla Radio slovacca, dal 1946 al 1947 al ministero dell'informazione. Nel 1947 divenne direttore della nuova casa editrice Tatran, di cui dal 1948 al 1956 fu caporedattore. Nel 1956 dovette interrompere la sua attività lavorativa per motivi di salute. Negli ultimi anni si dedicò esclusivamente all'attività letteraria.
Nel 1967 lo Stato gli conferì il titolo di artista meritevole.

## Attività
Fu uno degli autori slovacchi di romanzi storici e si distinse nello sviluppo di drammi radiofonici per bambini e ragazzi e per romanzi radiofonici. Si dedicò anche alla saggistica e fu traduttore di opere letterarie dall'ungherese e dal ceco. Adattò anche il Don Chisciotte della Mancia di Cervantes e una selezione del romanzo I miserabili di Victor Hugo, che pubblicò con il titolo Cosette.

## Opere

### Prose per adulti
- 1938 – Ján Kupecký, romanzo biografico sul pittore slovacco
- 1956 – Doktor Jesenius, romanzo biografico su Ján Jesenius
- 1956 – Skrytý prameň, racconto storico-biografico sul maestro Pavol di Levoča, tradotto in italiano con il titolo La sorgente nascosta, Sellerio, 1989
- 1962 – Zlato a slovo ("Oro e parola"), romanzo storico sulla colonizzazione spagnola dell'America
- 1965 – Farebný sen ("Sogno a colori"), altra opera su Ján Kupecký
- 1971 – Štvrtá stena ("La quarta parete"), romanzo postumo su una studentessa di recitazione (scritto nel 1962)
- 1987 – Zo zamknutej záhrady ("Dal giardino chiuso"), brevi prose edite postume (curatore Milan Jurčo)

### Prose per ragazzi
- 1949 – V službách Mateja Hrebendu ("A servizio di Matej Hrabenda"), romanzo storico sugli editori e colportori slovacchi
- 1952 – Murársky chlieb ("Il pane del muratore"), opera autobiografica
- 1957 – Jar Adely Ostrolúckej ("La primavera di Adela Ostolúcka), romanzo per ragazze su Ľudovít Štúr e Adela Ostrolúcka
- 1967 – Rytieri bez meča ("Cavalieri senza spada"), 15 ritratti di autori della letteratura mondiale

### Saggistica
- 1965 – Moja Bratislava ("La mia Bratislava"), storia della città
- 1965 – Gaudeamus igitur alebo Sladký život študentský ("Gaudeamus igitur o la dolce vita studentesca"), opera dedicata ai 500 anni dell'Academia Istropolitana
- 1969 – Ríša Svätoplukova ("L'impero di Svätopluk") , opera di storia slovacca

### Drammi radiofonici per adulti
- 1934 – Katastrofa ("Catastrofe")
- 1934 – Ľudovít Štúr
- 1935 – Život básnika ("La vita del poeta")

### Drammi radiofonici per ragazzi
- 1939 – Zánik ríše Aztékov ("La scomparsa dell'impero azteco")
- 1939 – Pochod do Mexika ("Marcia sul Messico")

### Soggetti per film
- 1958 –  V hodine dvanástej
- 1973 –  Skrytý prameň
- 1974 –  Do zbrane, kuruci!